# Pecangakan (Adiwerna)
Pecangakan is een bestuurslaag in het regentschap Tegal van de provincie Midden-Java, Indonesië. Pecangakan telt 1912 inwoners (volkstelling 2010).